# The Congress
The Congress ist ein Realfilm-/Animationshybrid in internationaler Produktion aus dem Jahr 2013. Drehbuch und Regie des sehr lose auf der Erzählung Der futurologische Kongreß von Stanisław Lem basierenden Films stammen von Ari Folman. Die Premiere erfolgte auf dem Filmfestspiel in Cannes 2013; der Film erhielt eine Auszeichnung, wurde von Kritikern und Publikum aber recht unterschiedlich aufgenommen. Der Film startete am 12. September 2013 in den deutschen Kinos.

## Handlung
Robin Wright spielt im Film eine fiktive Version ihrer selbst: eine alternde Schauspielerin, die nur noch selten Rollenangebote erhält. Ihr Sohn Aaron leidet unter dem Usher-Syndrom, das ihn langsam Gehör und Augenlicht verlieren lässt. Der Arzt Dr. Barker (Paul Giamatti) arbeitet gegen die Krankheit, bezeichnet Aaron aber als seiner Zeit voraus, da er nur in seinem als erstaunlich angenommenen Innenleben existiert. Robin geht auf das Angebot der Miramount Studios (eine Zusammensetzung der Namen existierender Studios) ein, sich scannen zu lassen; ihr computergeneriertes Bild soll dann jünger gerechnet werden und in virtuell generierten Filmen auftreten; sie erhält dafür Geld, darf aber nie wieder als Schauspielerin auftreten.
Zwanzig Jahre später, kurz vor Ablauf des Vertrags, reist die nun 64-jährige Robin nach Abrahama City, einer „Animationszone“, die man nur nach Einnahme einer Chemikalie betreten darf, durch die man sich in einer kollektiven Illusion als Zeichentrickfigur erlebt. Ihr digitales Abbild sorgt seit langer Zeit für Kassenschlager; nun soll sie auf Miramounts Futurologischem Kongress vor der Fangemeinde sprechen und zudem ihren Vertrag erneuern mit dem Zusatz, dass Konsumenten sie nicht nur in Geschichten sehen dürfen, sondern durch die Einnahme einer neuen Chemikalie ihren Charakter annehmen können. In der animierten bizarren Welt bezieht sie ihr Hotelzimmer. Nach einem Zusammenbruch singt Robin auf einmal in einem schummrigen Musikclub, eine räumliche Illusion des Berliner Punk-Rock-Clubs Wild at Heart, die Ballade If it be your will von Leonard Cohen. Die Miramount Police stürmt den Auftritt und verhaftet sie. Dann wacht sie auf und wird zum Miramount-Chef Green gerufen.
Robin stimmt der Vertrags-Erneuerung zu; doch als sie auf dem hip organisierten Kongress zur Selbstfeier der Szene eine Rede halten soll, spricht sie sich gegen die vorgeschlagene Technologie aus, die die Persönlichkeit sozusagen zum Produkt machen würde. Während sie abgeführt wird, greifen Rebellen den Kongress an; Dylan Truliner (Jon Hamm) hilft ihr, doch schon bald wird sie von der „Miramount Police“ festgenommen. Robin wird in der animierten Welt hingerichtet und wacht dann, weiterhin animiert, in einem Krankenhausbett auf; die animierten Ärzte diskutieren ihren Fall; sie würde glauben, in einer eingebildeten Welt zu leben. Sie beschließen, sie einzufrieren, bis ihre die Wahnvorstellungen bedingende Krankheit geheilt werden kann.
Jahre später wird die weiterhin in einer animierten Welt befindliche Robin wiederbelebt und trifft Dylan, der sie durch eine Welt führt, in der, wie er sagt, kein Ego mehr existiert, da jeder sein kann, was er will. In einem Edelrestaurant serviert ein Avatar von Michael Jackson geschnittenen Hummer und in einem Stadtpark mit hängenden Gärten halten sich Pablo Picasso, Marilyn Monroe, die hinduistische Gottheit Ganesha, der Melonen-Mann mit Apfelgesicht des surrealistischen Malers René Magritte, Revolutionär Che Guevara, Cowboy Clint Eastwood und Elvis Presley auf. Dylan selbst war vor der neuen Technologie der Chefanimator ihres Computerabbilds. Die beiden verlieben sich, aber Robin vermutet, dass ihr Sohn Aaron sich in der realen Welt befindet, und will ihn suchen. Dylan gibt ihr eine Droge, mit der sie die animierte Welt verlassen kann; er kann aber nicht mit ihr gehen, da er nur eine Portion hat – die Abfindung für zwanzig Jahre Arbeit bei Miramount. Er bittet sie, sich nur an sein animiertes Ich zu erinnern und sein wahres Ich nicht anzusehen.
In der realen Welt findet Robin sich zwischen „träumenden“, verwahrlosten Menschen, die in einer weitgehend vernachlässigten Welt durch ruinenartige Gebäude irren. Die weiterhin wachen Menschen leben in großen Zeppelinen, die über der Stadt schweben. Dort findet sie Dr. Barker wieder, der ihr eröffnet, dass ihr Sohn schon lange fast nicht mehr hören und sehen konnte, aber 19 Jahre auf sie wartete, bevor er vor 6 Monaten auf die „andere Seite“ wechselte; ihn dort aufzufinden sei so gut wie unmöglich. Robin könnte zwar in die animierte Welt zurückkehren; dort würde sie aber nicht mehr die Welt vorfinden, in der sie Dylan wiederbegegnet ist, da jede Welt nur im eigenen Kopf existiert. Dennoch will die enttäuschte Robin in die animierte Welt zurückkehren. Sie erlebt dann Erinnerungen an das Leben ihres Sohnes, den sie, als identische Kopie von Aaron, schließlich findet.

## Inspiration
Laut Ari Folman wurden Aspekte des Films von Stanisław Lems Science-Fiction-Erzählung Der Futurologische Kongress inspiriert; so taumeln die Protagonisten im Film wie im Buch durch verschiedene Illusionsstadien. Folman sagte in einem Interview:

“There is certainly nothing based on Lem in the first part of the movie. The second part is definitely different, but I used Lem’s The Futurological Congress more as a source of inspiration, rather than the basis of the screenplay.”

„Im ersten Teil des Films gibt es sicherlich nichts, was auf Lem basiert. Der zweite Teil ist definitiv anders, aber ich habe Lems Der Futurologische Kongress mehr als eine Quelle der Inspiration, anstatt als Grundlage für das Drehbuch verwendet.“

Später gab er an, dass er eine Kritik der Unterhaltungsindustrie beabsichtigte.

## Produktion
Als französisch-deutsch-belgisch-polnische Koproduktion wurden die Animationsszenen in verschiedenen Studios in verschiedenen Ländern erstellt; die Realszenen wurden in den Vereinigten Staaten und Deutschland gedreht. Wie auch Folmans früherem Film Waltz with Bashir arbeiteten David Polonsky als künstlerischer Leiter und Yoni Goodman als Leiter der Animation.

## Kritiken
The Congress erhielt eine weitgehend positive Bewertung durch Kritiker von 73 % auf Rotten Tomatoes, der allerdings eine weniger positive Zuschauerbewertung von nur 53 % gegenüber stand. Auf Imdb erhielt der Film eine Zuschauerbewertung von 6,5 von 10. Laut der Frankfurter Allgemeine hinterlässt The Congress „einen zwiespältigen Eindruck. Ohne die animierten Passagen hätte Folman den Film nicht finanziert bekommen – genau das wollten die verschiedenen Fördergremien vom „Waltz with Bashir“-Regisseur sehen. Aber das Festhalten an dem, was den alten Ruhm begründete, macht eine Weiterentwicklung unmöglich. Genau das ist das Thema des Films. Ob Folman das selbst gar nicht bemerkt hat?“ Auf culture.pl schrieb Bartosz Staszczyszyn, die Verfilmung des Textes von Lem sei ein nicht eingelöstes Versprechen; der Film überschütte Zuschauer auf prätentiöse Weise mit „pop-philosophischen Motiven“. Laut der ZDF/3 SAT-Sendung Kulturzeit ist der Film „ein kluger und visuell aufregender Blick auf eine gar nicht so ferne Zukunft.“
2013 erhielt The Congress im Rahmen des 26. Europäischen Filmpreises den Preis als bester Animationsfilm.